# Venesz József
Venesz József (Kastélyosdombó, 1912. május 5. – Budapest, 1978. június 11.) mesterszakács, gasztronómiai szakíró, minisztériumi osztályvezető.

## Életpályája
1934-től Budapesten a New York, a Kárpátia, a margitszigeti Palatinus Szálló, a Hungária Szálló szakácsa volt. 1937-ben Milánóban egy nemzetközi étterem magyar konyháját vezette, majd Abbáziában éttermi konyhafőnök. 
Hazatérése után 1945-től 1949-ig konyhafőnök volt a budapesti Savoy Kávéházban. Részt vett a brüsszeli Élelmezési Világkiállításon, ahol aranydiplomát nyert. 1948–1960 között a magyar sportolók szakácsa volt az olimpiai játékokon és az 1953-as bukaresti Világifjúsági Találkozón. 1958-ban a Brüsszeli Világkiállításon a magyar étterem vezetője volt. 
A vendéglátóiparban vezető állásokat töltött be. 1959-től 1962-ig a KONZUMEX Külkereskedelmi Vállalat osztályvezetőjeként szervezte és ellenőrizte a külföldön létesített magyar éttermeket. 1962-től a Budapesti Vendéglátó Tröszt, 1967-től 1974-ig (nyugdíjazásáig) az Észak-pesti Vendéglátóipari Vállalat igazgatója volt. 
A budapesti Felsőfokú Kereskedelmi és Vendéglátóipari Szakiskola ételkészítési technológiai tanszék vezető tanára 1962-től 1967-ig. Alapító elnöke volt a Magyar Szakácsok és Cukrászok Szövetségének 1968-tól 1978-ig.

## Hatása a magyar gasztronómiára
A háború tépázta, szakember- és alapanyaghiánnyal küzdő polgári vendéglátásnak a Rákosi-korszak adta meg a kegyelemdöfést. Venesz már ekkor is jól helyezkedett és a forradalom leverése utáni konszolidáció idején bevezetett „új gazdasági mechanizmusban” fontos szerepet kapott a vendéglátás újrateremtésében.
Mivel a közétkeztetés ideológiai alapjain újranyitott éttermeket az ötéves tervekben őrlődő, motiválatlan, kollektivizált mezőgazdaság csak gyenge minőségű alapanyagokkal tudta ellátni, meg kellett teremteni az ehhez igazodó szakirodalmat is. A szükséges recepteket és technológiákat főleg Venesz József dolgozta ki. Venesz, aki maga még jól képzett szakember volt, megpróbálta Auguste Escoffier konyháját a magyar szocialista tervgazdálkodásra adoptálni. Ő még tisztában volt vele, hogy az általa felvonultatott technikák és technológiák zöme a magyaros helyettesítő találékonyság szüleménye, de az ebből tanuló generációknak erről már fogalma sem volt. Így terjedhettek el az olyan nonszensz abszurditások, mint az olajos-mustáros „szárazpác”, amit eredetileg arra szánt, hogy az akkoriban elérhetetlen roston süthető marhahúsrészek helyett a hozzáférhető párolandó darabok roston sütés után elrághatóvá váljanak. (A mustárban található ecet savja idővel szétmarja a rostok közötti kollagént.) 
Gasztronómiai szakírók, valamint a modern magyar csúcsgasztronómia szakembereinek döntő többsége szerint Venesz munkássága azért átok a magyar gasztronómiára, mert tönkretette a szakmai képzést és teljesen hibás koncepció mentén uniformizálta a magyar konyhát. Kritikusai szerint az Egységes vendéglátó receptkönyv és konyhatechnológia című propaganda-szakácskönyv már születése pillanatában is elavult volt.

## Kritikák
- „Venesz József nem csak A magyaros konyha című szakácskönyvvel hagyta ott nyomát a magyar konyhán. Turós Emillel közösen jegyzett Egységes vendéglátó receptkönyv és technológia című kötet a Kádár-rendszer kötelező gasztronómiai irányát mutató könyv volt. 1962-ben lépett életbe a belkereskedelmi miniszteri utasítás,[8] amely szerint az állami vendéglátó-ipari egységekben kizárólag a kötet[9] receptúrái és nyersanyaghányadai alkalmazhatók. Egységes, laktató tömegétkeztetés volt a cél: nagy adagok, olcsón.”[10]

- Molnár B. Tamás szerint a Venesz–Túrós műnek is köszönhető, hogy a világkiállításokon és általában a magyar konyhát bemutató gasztroeseményeken egy leginkább műdalgyűjteményre hasonlító egyveleg vonul fel leggyakrabban. Szerinte Venesz „nem a polgári, arisztokrata konyha felé tendál és irányít, hanem a parasztromantika, a vidámbarakk-jelleg van előtérben.”[10] Molnár B. Tamás elemzésében „Frankenstein szörnyének” nevezi Venesz József receptjeit, és azt mondta A magyaros konyha című könyvről, hogy „a slamposítás és a középszerűség manifesztuma”. Ha megnézzük az egyébként elég szegényes magyar szakácskönyvtörténet Venesz előtti nagy műveit, Zilahy Ágnes könyvét, Magyar Elek: Az Ínyesmester szakácskönyvét, Rézi nénit, Móra Ferencné gyűjtését és sok mást, akkor látszik igazán, mennyire csúnyán egyszerűsítette az előtte élő magyar konyhát Venesz József gasztrokádárista propaganda-szakácskönyve. A 19. század végi – 20. század eleji szakácskönyvek még sokkal alapanyag- és szezonorientáltabbak voltak, egyszerűek és az ételek organikus alakulásának akkori állapotát mutatták be.[7]

- Venesz József propaganda-szakácskönyveiben mindenben van liszt. Még olyan dolgokban is, amikbe egyáltalán nem kéne; azokba az ételekbe, amelyekben van helye, abba az egészséges mennyiség kétszeresét rakja bele. Szezonális zöldségek helyett konzerv alapanyagokat javasol, továbbá kész sonkát, majonézt, és a legtöbb étel neve „magyaros”, ami nála annyit tesz, hogy vagy lecsós, vagy paprikás. Az egész könyv hús, tejföl, konzervek, hagyma, szalonna és fűszerpaprika különböző kombinációiból áll. Számos recept ugyanabból a pár alapanyagból áll, ennek ellenére mindezeket egymástól különböző ételnek állítja be. Emellett Venesz a libamájat nagyon hosszan süti, amivel meggyilkolja a legnemesebb alapanyagot, pedig a libamáj elkészítésében éppen az a művészet, ha alig hőkezelik.[7]

- „A Venesz-mítosz persze nem maradhatott volna fenn, ha nem áll mellette a hazai önámításipar nagy és erős bástyája, a „méltán világhíres magyar konyha” mítosza, amely nem kis részben az 1958-as „túlnyert” brüsszeli expó hozadéka. A világhír mítoszát táplálta az is, hogy szakácsaink évtizedeken át százával hozták haza a trófeákat olyan aszpiklátványtál-versenyekről, ahol ízről, főzni tudásról nem esett szó, s ahol minden kategóriában tucatjával adták ki az arany-, ezüst- és bronzérmeket.”[11]

## Főbb művei
- A magyaros konyha Hungarian culinary art Budapest, 1958. Minerva. 243 p. és 26 tábla – 26 cm[12]

Ugyanez angol nyelven: Hungarian Cuisine. A complete cookery book. (Collab. István Mózer, János Rákóczy etc.) Budapest, 1958. Corvina. 375 p. és 7 tábla – 24 cm
Ugyanez francia nyelven: Les plaisirs de la table. Livre de cuisine hongrois. (Collab. István Mózer, János Rákóczy etc.) Budapest, 1958. Corvina. 394 p. és 7 tábla – 24 cm
Ugyanez német nyelven: Ungarische Kochkunst. Erstklassige Rezepte der ungarischen und internationalen Küche. (Mitarb. István Mózer, János Rákóczy etc.) Budapest, 1959. Corvina. 338 p. és 7 tábla 24 cm
- Hungarian cuisine (Bp., 1958); L'art culinaire hongrois (Bp., 1958)
- Ételkészítés technikája (Bp., 1962)
- Ételismeret felszolgálóknak (Bp., 1966)
- Magyaros ételek (Bp., 1967)
- Ételkészítés a vendéglátóiparban (Bp., 1968)
- Vad, Hal (Turós Emillel, Bp., 1971)
- Egységes vendéglátó receptkönyv és konyhatechnológia (Turós Emillel, Bp., 1988, ISBN 9636161089)
- A szakácsmesterség kézikönyve (Turós Emillel, Bp., 1977)[13]

## Emlékezete
Emlékére alapították a Venesz-díjat. Díjazottja pl. Frank Sándor mesterszakács. vagy 2006-ban Németh József.